# Karin Lundin
Karin Maria Lundin (4 dicembre 1994) è una calciatrice svedese, di ruolo attaccante.

## Carriera

### Club
Nella prima parte della carriera Lundin si unisce al Mossens BK, società satellite del Kopparberg/Göteborg che gestisce una squadra femminile Under-19 e che ne rappresenta un vivaio dove far crescere i giovani talenti della Svezia. Qui l'attaccante si mette velocemente in luce, mostrando la sua capacità realizzativa nel girone Norra Götaland di Division 1, terzo livello del campionato svedese femminile di calcio, siglando 11 reti su 22 incontri disputati nella stagione 2013.
Nel 2015 si trasferisce al Kungsbacka DFF, società neopromossa in Elitettan (secondo livello svedese), dove si conferma importante elemento della sezione offensiva della squadra. Lundin resta in organico per tre stagioni e mezza, contribuendo concretamente, grazie alle sue 15 reti su 13 incontri di campionato, a far raggiungere alla sua squadra la prima posizione nell'Elitettan 2018 che manterrà fino a fine stagione con conseguente promozione in Damallsvenskan.
Tuttavia l'attaccante fa il suo debutto nel massimo livello del campionato svedese grazie al suo trasferimento al Kopparberg/Göteborg per la seconda parte del campionato 2018. Lundin rimane legata alla società di Göteborg fino al 2019, andando a segno per due volte già nella sua stagione d'esordio con la nuova maglia, condividendo con le compagne la conquista della terza Coppa di Svezia per la società e marcando complessivamente 20 presenze in campionato. Ha anche l'occasione di debuttare in UEFA Women's Champions League il 25 settembre 2019, nell'incontro di ritorno dei sedicesimi di finale della stagione 2019-2020, subentrando a Filippa Curmark negli ultimi minuti della partita che, pur vinta per 1-0 in casa delle tedesche, non consentono alla sua squadra di proseguire il torneo per il 2-1 subito all'andata.
Da quell'anno si trasferisce al KIF Örebro, esordendo in Coppa di Svezia nella stagione 2019-2020 sotto la guida tecnica di Rickard Johansson, confermandosi bomber della squadra siglando 11 reti nel campionato di Damallsvenskan 2020, prestazione che le fa condividere il quarto posto assoluto nella classifica delle marcatrici di quella stagione e che fa raggiungere al KIF un'agevole salvezza. Rimasta con la società di Örebro anche la stagione successiva, per lei 4 reti su 11 incontri di campionato, durante la sessione estiva di calciomercato coglie l'occasione per fare la sua prima esperienza professionale all'estero, siglando un contratto annuale con la Fiorentina per la stagione entrante. A disposizione del tecnico Patrizia Panico, viene impiegata da titolare fin dalla 1ª giornata di campionato, facendo il suo esordio in Serie A il 30 agosto 2021, nella trasferta con il Sassuolo, siglando al 51' la rete del momentaneo pareggio con le avversarie, incontro poi terminato per 2-1 per le padrone di casa.
Dopo essere tornata in Svezia nell'agosto del 2022, firmando per il Rosengård, e aver trascorso due stagioni con il club, il 14 settembre 2023 Lundin è ufficialmente ritornata alla Fiorentina, con cui ha firmato un contratto biennale.
Il 12 gennaio 2025 dopo la risoluzione consensuale del contratto viene annunciato il suo addio al club.

## Statistiche

### Presenze e reti nei club
Statistiche aggiornate al 15 dicembre 2024.
| Stagione                    | Squadra                     | Campionato                  | Campionato | Campionato | Coppe nazionali | Coppe nazionali | Coppe nazionali | Coppe continentali | Coppe continentali | Coppe continentali | Altre coppe | Altre coppe | Altre coppe | Totale | Totale |
| Stagione                    | Squadra                     | Comp                        | Pres       | Reti       | Comp            | Pres            | Reti            | Comp               | Pres               | Reti               | Comp        | Pres        | Reti        | Pres   | Reti   |
| --------------------------- | --------------------------- | --------------------------- | ---------- | ---------- | --------------- | --------------- | --------------- | ------------------ | ------------------ | ------------------ | ----------- | ----------- | ----------- | ------ | ------ |
| 2013                        | Mossens                     | D1                          | 22         | 11         | CS              | -               | -               |                    | -                  | -                  |             | -           | -           | 22     | 11     |
| 2015                        | Kungsbacka DFF              | E                           | 24         | 11         | CS              | 1               | 0               |                    | -                  | -                  |             | -           | -           | 25     | 11     |
| 2016                        | Kungsbacka DFF              | E                           | 23         | 8          | CS              | 3               | 1               |                    | -                  | -                  |             | -           | -           | 26     | 9      |
| 2017                        | Kungsbacka DFF              | E                           | 16         | 4          | CS              | 1               | 0               |                    | -                  | -                  |             | -           | -           | 17     | 4      |
| 2018                        | Kungsbacka DFF              | E                           | 13         | 15         | CS              | -               | -               |                    | -                  | -                  |             | -           | -           | 13     | 15     |
| Totale Kungsbacka           | Totale Kungsbacka           | Totale Kungsbacka           | 76         | 38         |                 | 5               | 1               |                    | -                  | -                  |             | -           | -           | 81     | 39     |
| 2018                        | Kopparbergs/Göteborg        | DS                          | 7          | 2          | CS              | 4               | 0               |                    | -                  | -                  |             | -           | -           | 11     | 2      |
| 2019                        | Kopparbergs/Göteborg        | DS                          | 13         | 0          | CS              | 2               | 1               | UWCL               | 1                  | 0                  |             | -           | -           | 16     | 1      |
| Totale Kopparbergs/Göteborg | Totale Kopparbergs/Göteborg | Totale Kopparbergs/Göteborg | 20         | 2          |                 | 6               | 1               |                    | -                  | -                  |             | -           | -           | 27     | 3      |
| 2020                        | KIF Örebro                  | DS                          | 21         | 11         | CS              | 4               | 3               |                    | -                  | -                  |             | -           | -           | 25     | 14     |
| 2021                        | KIF Örebro                  | DS                          | 11         | 4          | CS              | -               | -               |                    | -                  | -                  |             | -           | -           | 11     | 4      |
| Totale KIF Örebro           | Totale KIF Örebro           | Totale KIF Örebro           | 32         | 15         |                 | 4               | 3               |                    | -                  | -                  |             | -           | -           | 36     | 18     |
| 2021-2022                   | Fiorentina                  | A                           | 19         | 8          | CI              | 3               | 0               |                    | -                  | -                  |             | -           | -           | 22     | 8      |
| Ago. 2022                   | Rosengård                   | DS                          | 11         | 4          | CS              | 1+              | 2+              | UWCL               | 5+1                | 0+0                |             | -           | -           | 18     | 6      |
| 2023                        | Rosengård                   | DS                          | 16         | 4          | CS              | ?               | ?               |                    | -                  | -                  |             | -           | -           | 16     | 4      |
| 2023-2024                   | Fiorentina                  | A                           | 15         | 1          | CI              | 3               | 0               |                    | -                  | -                  |             | -           | -           | 18     | 1      |
| 2024-2025                   | Fiorentina                  | A                           | 10         | 0          | CI              | 1               | 0               | UWCL               | 1                  | 0                  | -           | -           | -           | 12     | 0      |
| Totale Fiorentina           | Totale Fiorentina           | Totale Fiorentina           | 44         | 9          |                 | 7               | 0               |                    | 1                  | -                  |             | -           | -           | 52     | 9      |
| Totale carriera             | Totale carriera             | Totale carriera             | 221        | 83         |                 | 23              | 7               |                    | 8                  | 0                  |             | -           | -           | 252    | 90     |

## Palmarès

### Club
- Campionato svedese: 1

Rosengård: 2022
- Coppa di Svezia: 1

Kopparberg/Göteborg: 2018-2019